# Ганущенко, Владимир Васильевич
Владимир Васильевич Ганущенко (1922—1944) — старший сержант Рабоче-крестьянской Красной Армии, участник Великой Отечественной войны, Герой Советского Союза (1945).

## Биография
Владимир Ганущенко родился 2 мая 1922 года в селе Степановка (ныне — Великобагачанский район Полтавской области Украины). Окончил неполную среднюю школу. С 1938 года проживал в Симферополе, окончил там школу фабрично-заводского ученичества, работал в железнодорожном депо. В январе 1943 года Ганущенко был призван на службу в Рабоче-крестьянскую Красную Армию. С мая того же года — на фронтах Великой Отечественной войны. К июлю 1944 года старший сержант Владимир Ганущенко командовал орудием 306-го отдельного истребительно-противотанкового дивизиона 247-й стрелковой дивизии 69-й армии 1-го Белорусского фронта. Отличился во время форсирования Вислы.
29 июля 1944 года в ходе переправы через Вислу в районе польского города Пулавы, несмотря на массированный вражеский огонь, Ганущенко со своим расчётом разместил орудие на открытой огневой позиции и, ведя огонь прямой наводкой, обеспечил успешный захват плацдарма на западном берегу реки. В ночь со 2 на 3 августа 1944 года Ганущенко принял активное участие в отражении 5 вражеских контратак, подбив САУ «Фердинанд», уничтожил 75-миллиметровое орудие, 5 огневых точек и 20 солдат и офицеров. Когда у Ганущенко кончились снаряды, он отражал немецкие атаки огнём из автомата. В бою он получил тяжёлое ранение, от которого 3 августа скончался. Похоронен около села Говценок Люблинского воеводства.

## Награды
Указом Президиума Верховного Совета СССР от 21 февраля 1945 года за «мужество и героизм, проявленные при форсировании Вислы и удержании плацдарма на её западном берегу» старший сержант Владимир Ганущенко посмертно был удостоен высокого звания Героя Советского Союза. Также был награждён орденом Ленина и рядом медалей.